# The Very Best – Over 10 Years
The Very Best – Over 10 Years – piąta kompilacja zespołu The Kelly Family, wydana w 1993 r. w większości krajów Europy.

## Lista utworów[1]
1. „Greensleeves"[a] (śpiew: Dan, Kathy) – 4:16
2. „Amazing Grace"[b] (śpiew: Kathy, Paddy) – 4:17
3. „Let My People Go"[b] (śpiew: Joey, Jimmy, Paddy, Angelo) – 4:32
4. „House On The Ocean"[c] (śpiew: Paddy) – 3:34
5. „Let It Be"[b] (śpiew: John, Joey, Jimmy, Paddy, Angelo) – 4:19
6. „Key To My Heart"[d] (śpiew: Paddy, Joey) – 2:55
7. „Shenandoah"[e] (śpiew: Kathy, John) – 4:16
8. „Who´ll Come With Me (David's Song)"[b] (śpiew: Paddy, Dan) – 3:04
9. „The Rose"[b] (śpiew: Patricia, John, Kathy) – 6:03
10. „Es Waren Zwei Königskinder"[e] (śpiew: Paddy) – 3:45
11. „Danny Boy"[e] (śpiew: Angelo) – 3:43
12. „Old Mc Donald"[f] (śpiew: Patricia, John, Jimmy, Joey, Kathy, Paul, Barby) – 2:29
13. „Take My Hand"[a] (śpiew: Paddy) – 2:55
14. „Ode To Joy"[f] (śpiew: Paddy) – 3:08
15. „Ave Maria"[f] (śpiew: Paddy, Dan) – 4:06
16. „Hiroshima, I'm Sorry"[a] (śpiew: Kathy, John, Patricia, Dan, Angelo, Maite, Paddy) – 4:53